# أنريك باتشيكو ليما
أنريك باتشيكو ليما (بالبرتغالية: Henrique Pacheco Lima‏) (16 مايو 1985 في لوندرينا في البرازيل – )؛ هو لاعب كرة قدم كان يلعب كلاعب وسط.

## وصلات خارجية
- أنريك باتشيكو ليما على موقع الاتحاد الدولي (مؤرشف)  (الإنجليزية)
- أنريك باتشيكو ليما على موقع رابطة كرة القدم اليابانية للمحترفين (اليابانية)
- أنريك باتشيكو ليما على موقع قاعدة بيانات كرة القدم.إي يو (الإنجليزية)
- أنريك باتشيكو ليما على موقع Soccerway.com (الإنجليزية)
- أنريك باتشيكو ليما على موقع عالم كرة القدم.نت (الإنجليزية)
- أنريك باتشيكو ليما على موقع AS.com (الإسبانية)